# Karwodrza
Karwodrza – wieś w Polsce położona w województwie małopolskim, w powiecie tarnowskim, w gminie Tuchów.
W latach 1954–1961 wieś należała i była siedzibą władz gromady Karwodrza, po jej zniesieniu w gromadzie Tuchów. W latach 1975–1998 miejscowość administracyjnie należała do województwa tarnowskiego.

## Części wsi
| SIMC    | Nazwa    | Rodzaj    |
| ------- | -------- | --------- |
| 0834107 | Dół      | część wsi |
| 0834113 | Góra     | część wsi |
| 0834120 | Mogiła   | część wsi |
| 0834136 | Podlesie | część wsi |
| 0834142 | Rola     | część wsi |
| 0834159 | Stawiska | część wsi |

## Historia
Jan Długosz w statystycznym opisie beneficjów w Małopolsce wymienia Karwodrzę jako wioskę szlachecką, należącą do parafii piotrkowickiej. Karwodrza jako nowa osada szlachecka powstała prawdopodobnie pod koniec XIV wieku, ale została odnotowana dopiero w 1445 roku. W 1470 roku Jan z Baranowa oddał Mikołajowi Nanajce herbu Starykoń kilka wsi m.in. Karwodrzę. W 1536 roku wieś należała do Zygmunta Wielogłowskiego, w 1782 do Pawła Niemyskiego, a w 1830 do Floriana Niemyskiego, który zginął podczas rzezi galicyjskiej.
W 1872 roku nowym właścicielem majątku został Karol Berké, który wraz z rodziną zamieszkał w modrzewiowym dworze. Od tamtej pory, aż do 1945 roku dwór oraz folwark w Karwodrzy należały do tej rodziny.
Tradycja ustna mówi, że Karol Berké przyjeżdżając do Karwodrzy z Węgier, w obawie przed grasującymi wówczas bandami rabusiów przywiózł ze sobą mnóstwo pieniędzy ukrytych w bambusowej lasce. Miało to miejsce pod koniec lat pięćdziesiątych XIX wieku. Dziedzic ten zmarł w Tarnowie w 1891 roku, pochowany w grobowcu rodzinnym na cmentarzu w Piotrkowicach.
Spadkobiercą Karola został jego jedyny syn Karol Jan Berké, który ożenił się z córką architekta z Tarnowa Marią Jurską. W 1885 roku zbudował jednopiętrowy, murowany dwór, na którym jego żona z zamiłowania poetka umieszczała liczne cytaty. Założył winnicę, sad morelowy, hodowlę jedwabników i stadninę koni. Zbudował cegielnię, tartak, młyn i wodociąg. Był właścicielem trzech karczm. Karol J. Bierke był również fundatorem kilku obiektów sakralnych takich jak kościół w Piotrkowicach, kapliczka św. Jana, krzyż przydrożny oraz kaplica dworska. Przyczynił się też do powstania miejscowej szkoły. Zmarł w 1907 roku a jego żona Maria w 1919. Po śmierci właścicieli dwór podupadł finansowo więc majątek wydzierżawiono. Dzierżawcami byli: Jordan, Armatys i Kaźmierczyk. W 1945 roku majątek dworski został odebrany właścicielom i rozparcelowany.
W 1952 roku w dworze utworzono Państwowy Dom Pomocy Społecznej dla dorosłych.
W 2016 roku po wyroku sądowym nakazującym zwrot mienia prawowitym właścicielom, Starostwo Powiatowe w Tarnowie odkupiło od spadkobierców budynek DPS wraz z przyległym terenem za kwotę 2 mln zł.

## Zabytki
Obiekt wpisany do rejestru zabytków nieruchomych województwa małopolskiego.
- Zespół dworsko-parkowy.

## Edukacja
W Karwodrzy znajduje się Szkoła Podstawowa im. o. Władysława Witkowskiego - redemptorysty z klasami od IV do VIII, do której uczęszczają dzieci z czterech pobliskich wsi: Łowczowa, Piotrkowic, Zabłędzy i Karwodrzy a także części Trzemesnej. Szkoła jako pierwsza w Polsce otrzymała za patrona redemptorystę, kustosza Tuchowskiego Sanktuarium NNMP w latach 1967–1973. Od 2005 roku dyrektorką szkoły, która stała się zespołem miejscowej szkoły podstawowej i Publicznego Gimnazjum nr 1 w Tuchowie, jest mgr Ewa Sawicka.